# Концентраційна поляризація
Концентраційна поляризація — профіль концентрацій у надмембранному потоці, за якого в шарах, прилеглих до мембран, концентрація розчиненої речовини вища, ніж у ядрі потоку, що перемішується, внаслідок перенесення крізь мембрану переважно розчинника. Концентраційна поляризація призводить до небажаних ефектів при проведенні практично всіх мембранних процесів. Внаслідок зростання концентрації біля поверхні мембрани зменшується рушійна сила процесу. Також за підвищення концентрації речовин біля поверхні мембрани вона може частково руйнуватися або модифікуватися.